# 市原市立朝生原小学校
市原市立朝生原小学校（いちはらしりつ あそうばらしょうがっこう）は、千葉県市原市朝生原にかつて存在した公立小学校。1972年（昭和47年）3月31日をもって閉校した。

## 概要
市原市南部の加茂地区に位置する。児童数減少によって1972年（昭和47年）に、市原市立大久保小学校、市原市立月崎小学校と併合して市原市立白鳥小学校が新規開校することに伴って閉校した。

## 沿革

### 概歴
1873年（明治6年）8月26日に、朝生原・石神・戸面・折津を学区として朝生原783番地の宝林寺に仮校舎を置き、朝生原小学校として開校した。1941年（昭和16年）には、国民学校令の公布により朝生原国民学校となった後、1947年（昭和22年）に学校教育法が施行されて白鳥村立朝生原小学校となると、1954年（昭和29年）に加茂村立朝生原小学校となり、1967年（昭和42年）に市原市立朝生原小学校と改称していった。その後、児童数減少のため1972年（昭和47年）3月31日をもって閉校している。

### 年表
年表は以下の通りである。
- 1873年（明治6年）8月26日 - 朝生原小学校開校。
- 1901年（明治34年）4月 - 学校医を置く。
- 1902年（明治35年）10月 - 多学級編制となる。
- 1904年（明治37年）4月 - 軍級編制をする。
- 1905年（明治38年）4月 - 2学級編制となる。
- 1911年（明治44年）5月25日 - 朝生原字坊原の新校舎落成記念式典実施。
- 1912年（明治45年）4月 - 3学級編制となる。
- 1941年（昭和16年）4月1日 - 朝生原国民学校となる。
- 1947年（昭和22年）4月1日 - 白鳥村立朝生原小学校に改称。
- 1954年（昭和29年）1月15日 - 加茂村立朝生原小学校に改称。
- 1967年（昭和42年）10月1日 - 市原市立朝生原小学校に改称。
- 1972年（昭和47年）3月31日 - 閉校。

## 中学校区
1947年度 - 1964年度
- 加茂村立白鳥中学校

1965年度 - 1967年9月30日
- 加茂村立加茂中学校

1967年10月1日 - 1971年度
- 市原市立加茂中学校

## アクセス
- 養老渓谷駅から徒歩2分[4]